# کانویر ایکس‌اف‌وای پوگو
کانویر ایکس‌اف‌وای پوگو (به انگلیسی: Convair_XFY_Pogo) یک هواگرد از نوع Experimental عمودپرواز هواپیمای جنگنده ساخت شرکت کانویر است. هواگرد ایکس‌اف‌وای پوگو نخستین پروازش را در ۱۹ آوریل ۱۹۵۴ میلادی انجام داد. در مجموع، تعداد 3 فروند از این هواگرد ساخته شده‌است.